# Delano van Crooij
Delano van Crooij (Venlo, 5 giugno 1991) è un calciatore olandese, portiere svincolato.

## Biografia
È il fratello di Vito van Crooij, anch'egli calciatore.

## Carriera
Il 24 ottobre 2020, disputando da titolare la partita persa dal VVV-Venlo per 0-13 contro l'Ajax, ha stabilito il record per reti subite in una singola partita in Eredivisie.

## Palmarès

### Club

#### Competizioni nazionali
- Eerste Divisie: 1

VVV-Venlo: 2016-2017